# 유보라 (작가)
유보라는 대한민국의 드라마 작가이다.

## 작품 활동

### 텔레비전 드라마
- 《저어새 날아가다》(2012년, KBS2) - 집필
- 《태권, 도를 아십니까》(2012년, KBS2) - 집필
- 《상권이》(2012년, KBS2) - 집필
- 《연우의 여름》(2013년, KBS2) - 집필
- 《비밀》(2013년, KBS2) - 공동집필
- 《18세》(2014년, KBS2) - 집필
- 《눈길》(2015년, KBS1) - 집필
- 《그냥 사랑하는 사이》(2017년, JTBC) - 집필
- 《너를 닮은 사람》(2021년, JTBC) - 집필

### 영화
- 《125 전승철》[1](2008년) - 집필
- 《산다》(2015년) - 각색
- 《눈길》(2017년) - 집필

## 수상
- 2011년 제24회 TV 단막극 극본 공모 최우수상